# Matthías Mathiesen
Matthías Árnason Mathiesen (geboren am 6. August 1931 in Hafnarfjörður; gestorben am 9. November 2011) war ein isländischer Politiker. Er bekleidete mehrere Ministerposten; unter anderem war er von 1986 bis 1987 Außenminister des Landes.

## Biografie
Matthías A. Mathiesen wurde 1931 in Hafnarfjörður geboren. Er war der Sohn des Apothekers und späteren Kaufmanns Árni Matthías Mathiesen und dessen Frau Svava E. Mathiesen, der Tochter des Althing-Abgeordneten Einar Þorgilsson. 1956 heiratete er Sigrún Þ. Mathiesen, mit der er drei Kinder hatte. Der 1958 geborene Sohn Árni M. Mathiesen wurde ebenfalls Politiker und war zwischen 2005 und 2009 Finanzminister Islands, sein Bruder Þorgils Óttar Mathiesen (* 1962) ist ein ehemaliger Handballspieler.
Nach seinem Abitur 1951 studierte Matthías Mathiesen bis 1957 Jura an der Universität Island und arbeitete danach von 1957 bis 1958 als Angestellter des Arbeitsministeriums sowie von 1958 bis 1967 als Manager in der Sparkasse von Hafnarfjörður. 1961 erhielt er die Zulassung als Anwalt vor dem Amtsgericht (héraðsdómslögmaður) und 1967 als hæstaréttarlögmaður vor dem obersten Gericht Hæstiréttur. Von 1967 bis 1974 und ab 1991 betrieb er eine eigene Anwaltskanzlei. Er war Mitglied der Unabhängigkeitspartei und wurde 1959 als Mitglied des isländischen Parlaments Althing gewählt, dem er bis 1991 angehörte. Am 28. August 1974 wurde er Finanzminister des Landes im Kabinett von Geir Hallgrímsson; zum 1. September 1978 trat er von diesem Posten zurück. Von 1983 bis Oktober 1985 war er Handelsminister, Statistikminister und Minister für Zusammenarbeit in nordischen Angelegenheiten im Kabinett von Steingrímur Hermannsson. Am 24. Januar 1986 wurde er Außenminister des Landes unter Steingrímur Hermannsson, später auch unter Þorsteinn Pálsson und trat zum 8. Juli 1987 von diesem Posten zurück, um die Ernennung zum Verkehrsminister und Minister für Zusammenarbeit in nordischen Angelegenheiten anzunehmen. Seine Amtszeit dauerte bis zum 17. September 1988, wonach er das Amt noch bis zum 28. September geschäftsführend innehatte.